# Haut-du-Them-Château-Lambert
Haut-du-Them-Château-Lambert is een gemeente in het Franse departement Haute-Saône (regio Bourgogne-Franche-Comté) en telt 442 inwoners (2011). De plaats maakt deel uit van het arrondissement Lure.

## Geografie
De oppervlakte van Haut-du-Them-Château-Lambert bedraagt 25,8 km², de bevolkingsdichtheid is 17,1 inwoners per km².
De onderstaande kaart toont de ligging van Haut-du-Them-Château-Lambert met de belangrijkste infrastructuur en aangrenzende gemeenten.

## Demografie
Onderstaande figuur toont het verloop van het inwonertal (bron: INSEE-tellingen).

1. ↑  Populations de référence 2022.